# لامبرت بوس
لامبرت بوس هو بروفيسور هولندي، ولد في 23 أكتوبر 1670 في Workum ‏ في هولندا، وتوفي في 6 يناير 1717 في فرانيكير في هولندا.